# Murádin-Beyer Katalin
Murádin-Beyer Katalin, B. Murádin Katalin, Beyer M. Katalin (Marosvásárhely, 1942. október 5.–) erdélyi magyar műépítész, belsőépítész, művészettörténeti szakíró. Murádin Jenő felesége.

## Életútja, munkássága
Középiskolai tanulmányait szülővárosában végezte, a bukaresti Ion Mincu Műépítészeti Főiskolán szerzett oklevelet (1970). A kolozsvári Műegyetem építészeti karának tanára (1970–83). A műépítészeti tanszék átmeneti felszámolása után az Erdélyi Református Püspökség műszaki munkatársa, majd 1990-től ismét tanári katedrát kapott. 1984-ben Háromszék népi építészetének tárgyköréből doktorált.
Szakterülete a köz- és lakóépület-tervezés, valamint a belsőépítészet. Fontosabb kivitelezett tervei: Kolozsvárt a Donát-negyedi telefonközpont (Ioana Agachival közösen); az aranyosgyéresi és a jódi református parókia; ravatalozó és harangláb Medgyesen. Tervei szerint épült Kolozsvárt a tóközi református templom és parókia épületegyüttese. Tervezett templomi bútorzatot, szószékeket. Az erdélyi faragott kőszószékek műemlékfelmérését végezte el. 
Mindennapi otthonunk c. alatt cikksorozata jelent meg az Új Életben (1984–85). Erdély egész területén végzett kutatásai alapján rajzaiból kiállítást szervezett a kolozsvári Teológiai Intézetben (1990), s kötetben is kiadás alatt álló anyagát kibővítve a Budai Várban is megismételte Faragott kőszószékek Erdélyben címmel, majd Lyon és Grenoble közönségével ismertette meg a főleg 18. századi prédikálószékek ismeretlen művészetét (1992).

## Művei
- Mobilier de şezut (dokumentációs füzet I. Kolozsvár, 1975)
- Mobilier pentru dormit (dokumentációs füzet II. Kolozsvár, 1978)
- Murádin Katalin–Murádin Jenő: A Székelykő alatt. Torockó és környéke a képzőművészetben; Exit, Kolozsvár, 2012
- Háromszék népi építészetéről. Ahogy negyven év előtt láttam, fölmértem, rajzoltam; Artprinter, Sepsiszentgyörgy, 2016

## További Információk
- László Ferenc: Erdélyi faragott kőszószékek Magyarországon és Franciaországban. Szabadság, 1992. május 27.